# Screenshot

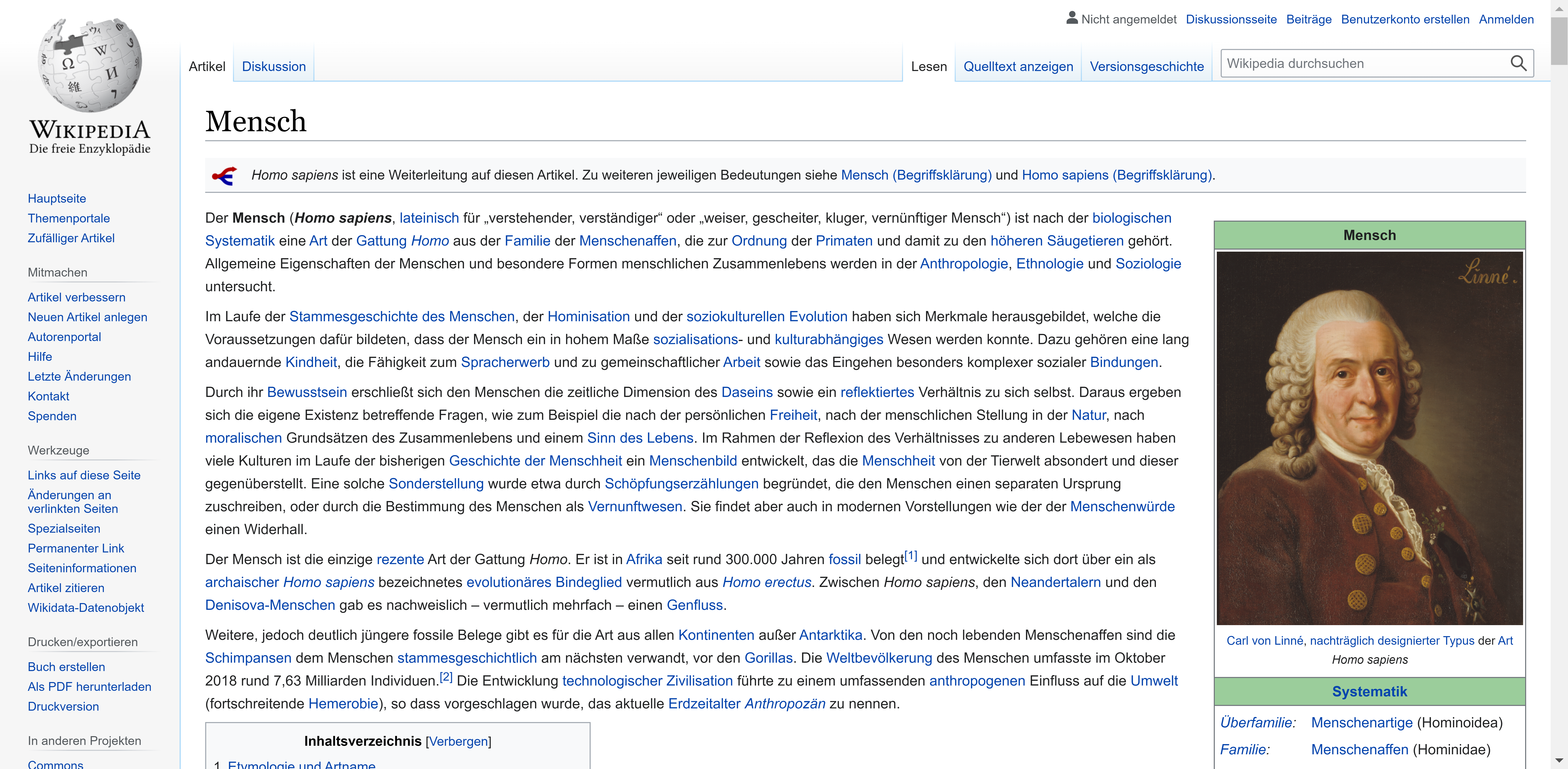
Screenshot eines Wikipedia-Artikels

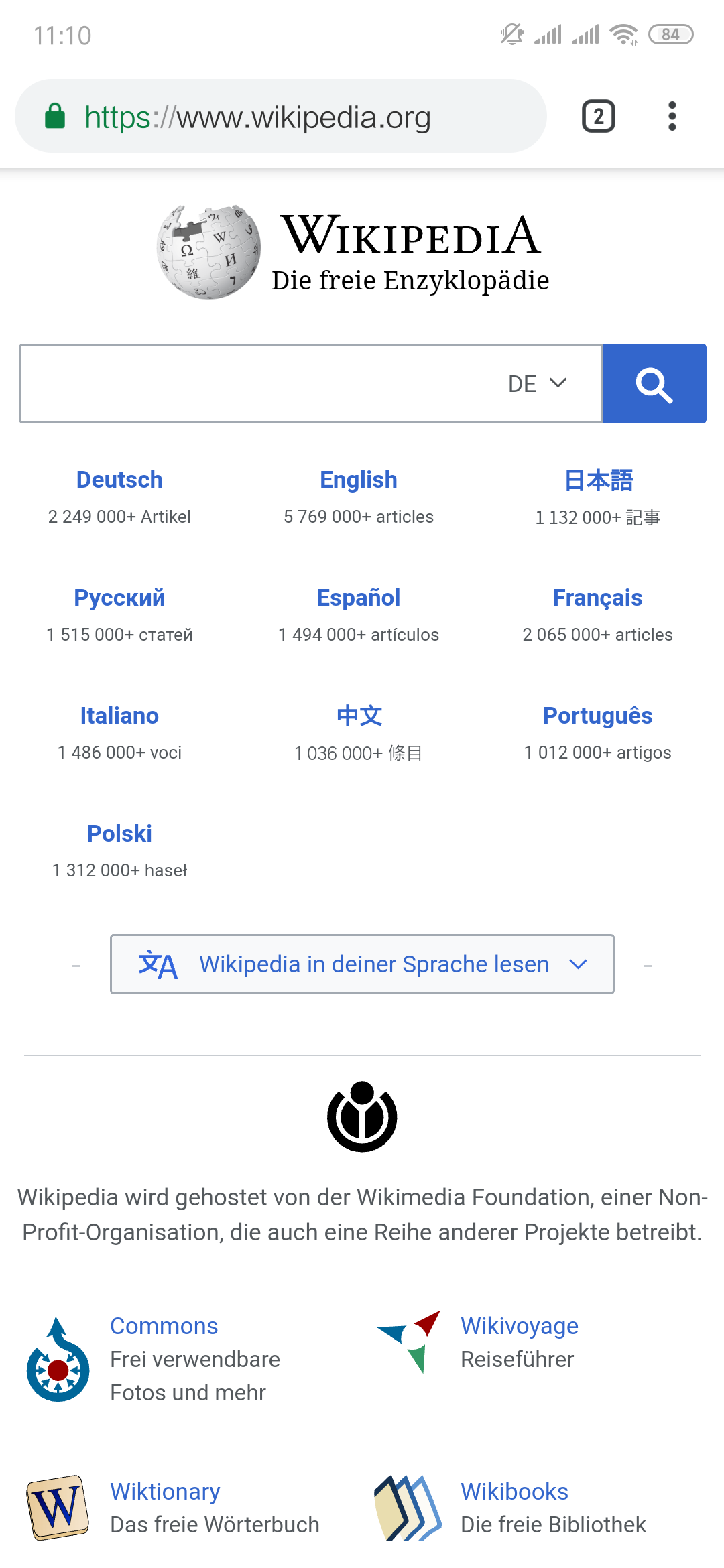
Screenshot eines Webbrowsers unter Android

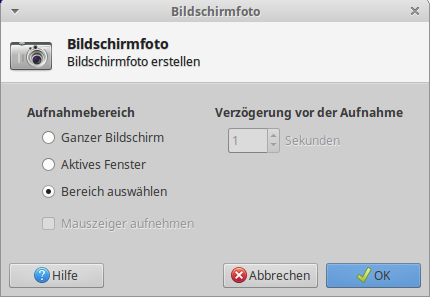
„Bildschirmfoto“-Vorgang als Screenshot, Xfce

Unter einem Screenshot (männlich; von engl. [ˈskɹiːnʃɔt], auch Bildschirmfoto; selten Bildschirmabzug, Bildschirmkopie, Snapshot, früher auch Hardcopy) versteht man in der EDV die fotoähnliche Abbildung des aktuellen grafischen Bildschirminhalts oder eines Teils davon. Das Abspeichern erfolgt typischerweise in eine Datei oder die Zwischenablage. Ein Screenshot kann aber auch direkt über einen angeschlossenen Drucker ausgegeben werden. Das Abfotografieren eines Bildschirms mittels einer Kamera wird ebenfalls darunter verstanden. Screenshots können Urheberrechtsprobleme aufwerfen. Eine beliebige Verwendung ist oft aus lizenzrechtlichen Gründen nicht möglich.
Der Begriff Screenshot beschränkt sich dabei nicht nur auf den Bildschirminhalt eines Computers. Auch den Ausdruck der Anzeige eines Messgeräts (z. B. eines Oszilloskops oder eines Spektrumanalysators) bezeichnet man als Screenshot. Früher wurden solche Abbildungen durch Abfotografieren des Monitors erstellt. Dieses Vorgehen kommt auch heute noch vor, zum Beispiel, um einen Screenshot vom BIOS (insbesondere vom POST) oder einem Bluescreen zu erstellen. Dafür gab es spezielle Kamera-Halterungen, die gleichzeitig Streulicht abhielten.

## Nutzen für den Anwender
Screenshots werden eingesetzt:
- Zur Fehlerdokumentation. Sollte beispielsweise technischer Support für den PC benötigt werden, ist ein Screenshot der Fehlermeldung oder des Hinweisfensters oftmals nötig.
- Zum Festhalten des Zustandes und der Entwicklung einer Website, um die Entwicklungsschritte historisch zu vergleichen.
- Bei der Website- oder Software-Entwicklung erleichtern sie die Kommunikation innerhalb eines Entwicklerteams, wenn es um die Bewertung von Programmierschritten geht.
- Für Tutorials. In den Schritt-für-Schritt-Anleitungen mit Screenshots wird den Lesenden oder Zuschauenden das Verständnis durch die Screenshots erleichtert.[1]
- Bei Belästigung oder Mobbing durch Video- oder Textchats im Internet können u. U. die Screenshots gemeinsam mit IPs als Echtzeit-Belege für strafrechtlich relevante Handlungen verwendet werden.
- Zum Kopieren von Bildern aus Programmen, die man anders nicht abspeichern kann.
- Zur einfachen Demonstration von Programmen, z. B. zur Werbung.
- Zur Hilfestellung bei der Benutzung von Programmen.
- Als Beweisbilder von erreichten Spielständen in Computerspielen, was jedoch relativ leicht zu fälschen ist.
- Zum pixel-genauen Abmessen von Größen, Abständen etc., besonders bei der Gestaltung von Programmoberflächen oder Webseiten.

## Erstellung

### PC (mit Tastatur)
Die meisten Betriebssysteme bieten Möglichkeiten, Screenshots zu erstellen. Darüber hinaus enthalten auch viele primär zur Bildbearbeitung oder Bilddarstellung gedachte Programme, z. B. GIMP, ImageMagick oder IrfanView, Funktionen zum Erstellen von Screenshots. Zudem gibt es spezielle Programme dafür, wie z. B. Shotty, Snagit, Greenshot, Hardcopy etc.
Diese Programme bieten oft zusätzliche Funktionen an, um z. B. nur bestimmte Bereiche des Bildschirms aufzunehmen.

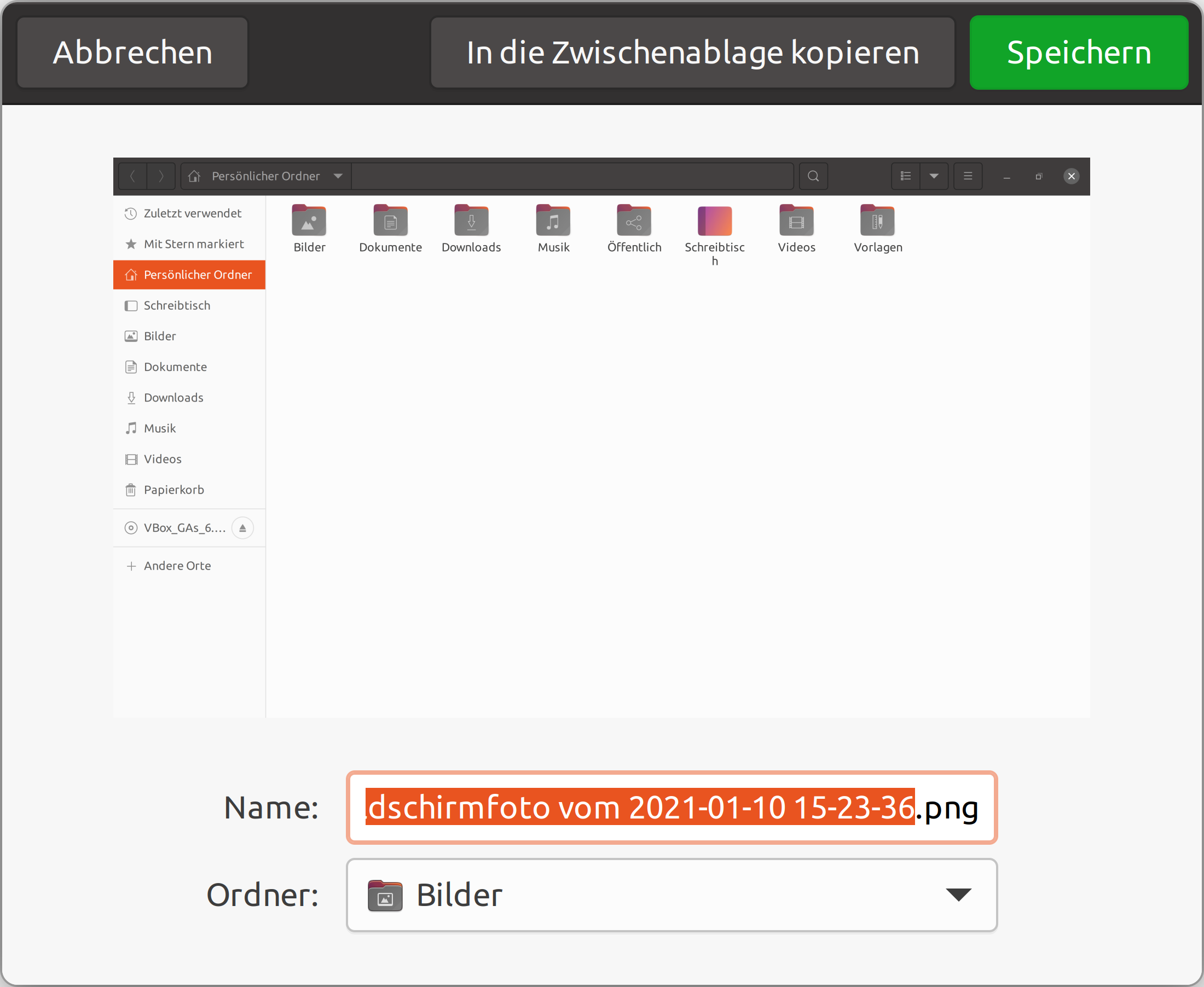
Unter vielen grafischen Linux-Oberflächen öffnet sich automatisch ein Speicherdialog für Screenshots (hier: Ubuntu Linux 20.10 mit Gnome 3.38).

Unter Windows sowie unter KDE, Gnome und Xfce können Screenshots durch einfaches Drücken der Druck-Taste (Druck, Print Screen, Print Scrn oder Prt Sc) erstellt werden. Bei manchen Notebooks, bei denen „Einfügen“ (Einfg) und „Druck“ mit derselben Taste belegt sind, muss vorher zusätzlich die Taste Fn gedrückt und gehalten werden. Dabei wird immer ein Abbild des gesamten Bildschirms in die Zwischenablage gelegt, von wo aus es dann in die meisten Bildbearbeitungsprogramme eingelesen werden kann (unter Windows beispielsweise Microsoft Paint öffnen und den zwischengespeicherten Screenshot mittels Klick auf die rechte Maustaste und „Einfügen“ oder mittels der Tastenkombination Strg-V ins Programm kopieren). Darüber hinaus kann man mit Hilfe der Tastenkombination Alt-Druck das gerade aktive Fenster als Grafik in die Zwischenablage legen.

#### Besonderheiten unter Microsoft Windows
Seit Windows Vista erleichtert das mitgelieferte Programm Windows Snipping Tool das Erstellen von Screenshots, da hiermit Teile des Bildschirms markiert und direkt als Bilddatei gespeichert werden können.
Moderne GUIs wie etwa Xgl oder Windows Aero lassen die Transparenz von Fenstern zu. Deshalb bieten einige Screenshot-Programme die Möglichkeit, im Hintergrund liegende Elemente im Screenshot zu verbergen, die andernfalls hinter dem gewünschten Anzeigebereich durchscheinen würden.
Bei Windows 10 wird durch die Tastenkombination  + Druck das Bildschirmfoto direkt im Ordner namens „Bildschirmfotos“ (ein Unterordner vom Bilder-Ordner) gespeichert. Auch gibt es die Möglichkeit, durch die Tastenkombination  + Shift ⇧ + S einen anschließend frei wählbaren Bereich des Bildschirms in die Zwischenablage zu kopieren.
In Windows 11 wurde mit dem Update KB5025310 die Funktion der Drucktaste geändert: So macht man beim Drücken kein Screenshot mehr; dafür aber öffnet sich das neue Snipping Tool von Microsoft.

#### Besonderheiten unter Linux
Die KDE Software Compilation enthält das Programm KSnapshot, welches ebenfalls verschiedene Funktionen für das Erstellen von Screenshots zur Verfügung stellt.
Unter Linux und anderen unixoiden Betriebssystemen ist es möglich, die dem Bildschirm entsprechende Gerätedatei (Framebuffer) auszulesen bzw. deren Inhalt zu kopieren. Beispiele:
```
# unter Linux mit Monitoren als /dev/fb:

cat
 
/dev/fb1
 
>
 
/tmp/screenshot01

# oder

dd
 
if
=
/dev/fb0
 
of
=
/tmp/screenshot01

# Der Befehl

cp
 
/dev/fb0
 
/tmp/screenshot01

# kopiert möglicherweise anstatt des Inhalts den Inode der Monitor-Datei.

```

Diese Methode hat jedoch den Nachteil, dass der erstellte Screenshot ohne Dateiheader vorliegt – Informationen über Auflösung und Farbtiefe werden nicht mit gespeichert – und die Datei nicht von jeder Bildbearbeitungssoftware gelesen werden kann.
Zudem kann es zu Problemen kommen, wenn gleichzeitig eine Anwendung wie das X Window System den Framebuffer nutzt.

#### Besonderheiten unter Plan 9
Hier kann das Problem der headerlosen Datei umgangen werden
```
topng < /dev/screen > foo.png
```

#### Besonderheiten unter macOS
Unter macOS (bis 2012 „Mac OS X“ und bis 2016 „OS X“) können Bildschirmfotos entweder durch expliziten Start des Programms Bildschirmfoto oder durch die Tastenkombination cmd-Shift-3 (gesamter Bildschirm) bzw. cmd-Shift-4 (rechteckiger Teil eines Bildschirms, mit der Maus „aufgezogen“) erzeugt werden. Drückt man nach cmd-Shift-4 die Leertaste, kann man ein einzelnes Fenster auswählen und „fotografieren“. Die Bilddateien werden standardmäßig als Bilddateien im PNG-Format (vor Version 10.4 im PDF-Format) auf dem Schreibtisch abgelegt; mit Hilfe von Zusatzprogrammen ist das Dateiformat auch wählbar. Alternativ kann man das Bildschirmfoto auch in die Zwischenablage kopieren; dies geschieht mit der Tastenkombination cmd-Shift-Ctrl-3 (gesamter Bildschirm) bzw. cmd-Shift-Ctrl-4 (Teil eines Bildschirms). Ab Mac OS X 10.5 „Leopard“ kann das zum Fotografieren ausgewählte Rechteck mit Hilfe der Umschalt-, der Leer- und der Alt-Taste verschoben oder in der Größe verändert werden. Die Bildschirmfoto-Funktionalität wird von Apple standardmäßig deaktiviert, sobald der DVD-Player läuft.
Bei älteren Modellen der Mac-Tastaturen ist die Befehlstaste cmd als   ⌘ gekennzeichnet.

### Mobile Endgeräte
Auf mobilen Endgeräten, die über keine Hardware-Tastatur verfügen, können Screenshots in der Regel durch Drücken einer Tastenkombination und/oder eines Bildschirm-Buttons erstellt werden.

#### Besonderheiten unter Android
Bei Geräten, die über eine Home-Taste und eine Ein-/Ausschalttaste verfügen, wird in der Regel durch gleichzeitiges Drücken und Halten dieser Tasten ein Screenshot erstellt. Bei Geräten, die nicht über eine Home-Taste verfügen, wird nach Gedrückthalten der Ein-/Ausschalttaste auf dem Bildschirm ein Button zum Erstellen eines Screenshots eingeblendet.

#### Besonderheiten unter Microsoft Windows
Bei Windows-8-Tablet-PCs kann ein Screenshot durch Gedrückthalten des Windows-Buttons (unter dem Screen) und der Lautstärke-reduzieren-Taste ausgelöst werden, bei Mobiltelefonen mit Windows Phone 8 durch Gedrückthalten des Windows-Buttons und der Einschalttaste. Ab Windows Phone 8.1 wird ein Screenshot durch Gedrückthalten der Einschalttaste und der Lauter-Taste ausgelöst.

### Browser
Viele neue Browserversionen bieten die Möglichkeit, mit dem Kontextmenü (rechte Maustaste) ein Bildschirmfoto zu machen.

## Wert als Beweismittel in Gerichtsverfahren
Das Landgericht Hamburg (8. Zivilkammer) äußerte sich in einem Verfahren der Sony BMG am 14. März 2008 (Aktenzeichen 308 O 76/07) zum Beweiswert selbstgefertigter Screenshots und hielt diese als Nachweis für das Vorhalten von Tonaufnahmen nicht für ausreichend („Die von der Firma proMedia GmbH selbst gefertigten Ausdrucke sind […] kein geeignetes Beweismittel für die ordnungsgemäße Durchführung der Ermittlungen.“).
Das Landgericht Frankenthal hat hingegen am 17. Februar 2009 (Aktenzeichen 6 O 312/08) einen Screenshot für einen ausreichenden Nachweis des abgebildeten Inhalts gehalten: „Zwar hat der Kläger mit Vorlage des Screenshots […] ausreichend nachgewiesen, dass die Beklagte […] bei eBay ein Damen-Tanktop mit der Bezeichnung […] angeboten hat.“ Der Kläger in diesem Verfahren unterlag nur, weil er für andere von ihm vorgebrachte Behauptungen beweisfällig geblieben war.

## Druckproduktion
Screenshots liegen systembedingt als RGB-Daten vor. Bei der Umwandlung in CMYK für die Druckproduktion, etwa im Offsetdruck, sind einige Eigenheiten (Bildauflösung, Farbseparation und Schriftglättung, insbesondere das Subpixel-Rendering) zu beachten.